# Corazón indomable (película)
Untamed Heart (Corazón indomable en España e Hispanoamérica) es un drama del año 1993, dirigido por Tony Bill y protagonizada por Christian Slater y Marisa Tomei.

## Argumento
Todos los novios de Caroline la dejan o la engañan. Una noche, mientras vuelve caminando a su casa luego de salir del trabajo, dos hombres tratan de violarla. Un introvertido compañero de trabajo, Adam, la salva. Adam es un huérfano y le han dicho que tiene el corazón de un babuino. Una relación surge entre ellos que los hace sentir comprendidos y felices, aunque no toda la gente apruebe la pareja. Esta felicidad encuentra un obstáculo cuando los violadores tratan de vengarse de Adam. 

## Reparto
- Christian Slater como Adam.
- Marisa Tomei como Caroline.
- Rosie Perez como Cindy.
- Kyle Secor como Howard.
- Willie Garson como Patsy.

## Premios y nominaciones
| Año  | Premio          | Categoría          | Persona                       | Resultado |
| ---- | --------------- | ------------------ | ----------------------------- | --------- |
| 1993 | MTV Movie Award | Mejor Beso         | Christian Slater Marisa Tomei | Ganadora  |
| 1993 | MTV Movie Award | Actor más deseable | Christian Slater              | Ganadora  |